# Unterried (Drachselsried)
Unterried ist ein Ortsteil der Gemeinde Drachselsried im niederbayerischen Landkreis Regen.

## Lage
Das Dorf Unterried liegt im Bayerischen Wald über zwei Kilometer südöstlich von Drachselsried und südlich von Oberried.

## Geschichte
Im 12. Jahrhundert entstanden unter den Grafen von Bogen zahlreiche Ried-Orte nördlich des Schwarzen Regens. Zusammen mit Trautmannsried, Oberried und Hötzelsried wird Unterried erstmals 1254 urkundlich erwähnt.
Unterried bildete eine Hauptmannschaft im Amt Riedern des Pfleggerichtes Viechtach. Nach dem ersten Gemeindeedikt vom 28. Juli 1808 sollte diese in der Gemeinde Oberried aufgehen, doch durch das zweite Gemeindeedikt vom 17. Mai 1818 wurde Unterried dann ebenso wie Oberried ein Teil der landgerichtischen Gemeinde Drachselsried I. Diese wurde erst nach Aufhebung der Patrimonialgerichte im Jahr 1848 durch Entschließung vom 8. März 1849 mit der patrimonialgerichtischen Gemeinde Drachselsried II vereinigt. 1987 hatte Unterried 284 Einwohner.

## Sehenswürdigkeiten
- Hansbauernkapelle. Die Hauskapelle wurde 1895 erbaut und ist dem hl. Josef und dem hl. Otto geweiht. Sie besitzt einen als Grotte gemauerten Altar. In den Jahren 2002/2003 wurde die Kapelle renoviert.
- Wohnstallhaus eines Dreiseithofes. Der Backstein-Rohbau mit originellen Ziegelfriesen ist das Wohnstallhaus eines Dreiseithofes und bezeichnet mit 1873. Dazu gehört ein Ausnahmshaus mit Blockbau-Teil, das im Kern aus der 1. Hälfte 19. Jahrhundert stammt.[2]

## Wirtschaft
Im Ort befindet sich eine große Hotelanlage.

## Vereine
- Gartenbauverein Ober-/Unterried
- Wintersportverein Ober-/Unterried
- Schützenverein Ober-/Unterried